# احتقان وعائي
احتقان وريدي في البيولوجيا، يقصد بالتحفل الحالة المرضية أو التي تحدث بشكل طبيعي عندما تتشبع الأوعية بالسوائل. ويمكن أن تظهر تلك الحالة، على سبيل المثال، في الثدي أو في أنسجة الانتصاب مثل القضيب الذكري.
ويعد تحفل أوردة الرقبة علامة أو عرضًا على الإصابة بالصدمة القلبية.